# Гельмут Ліпферт
Гельмут Ліпферт (нім. Helmut Lipfert; нар. 6 серпня 1916, Ліппельсдорф — пом. 10 серпня 1990, Айнбек) — німецький військовий льотчик-ас часів Третього Рейху, гауптман (1944) Люфтваффе. Один з найкращих за результативністю німецьких асів Другої світової війни, здійснив 687 бойових вильотів, в яких здобув 203 перемоги у повітряних боях. Усі літаки противника він збив на Східному фронті, у тому числі P-51 «Мустанг», 41 Як-1, 41 Як-9, 39 штурмовиків Іл-2 та два чотиримоторні бомбардувальники. 15 разів був збитий противником, не отримавши жодного поранення. Кавалер Лицарського хреста Залізного хреста з дубовим листям (1944).

## Біографія
Гельмут Ліпферт народився 6 серпня 1916 року у містечку Ліппельсдорф, сучасний район міста Грефенталь, у герцогстві Саксен-Мейнінген. 3 листопада 1937 року після обов'язкової примусової служби в Імперській службі праці (нім. Reichsarbeitsdienst) Ліпферт поступив на військову службу до Сухопутних військ вермахту. Службу розпочинав солдатом у 37-му батальйоні зв'язку 1-ї танкової дивізії.
На початок Другої світової війни в Європі унтерофіцер Гельмут Ліпферт брав участь у складі 1-ї танкової дивізії у Польській та Французькій кампаніях. На початку 1941 року перевівся за власним бажанням до Люфтваффе, де проходив повний курс навчання льотчика-винищувача. 16 червня 1942 року йому присвоєне звання фанен-юнкер-фельдфебель, а 1 серпня 1942 року — лейтенант. 16 грудня 1942 року розпочав службу у 52-ій винищувальній ескадрі, що діяла на південному фланзі німецько-радянського фронту поблизу Сталінграда.
30 квітня 1943 року лейтенант Гельмут Ліпферт здобув свою першу повітряну перемогу над винищувачем Ла-5 поблизу Мала Балабінка (Південна Росія). 20 березня 1943 року Ліпферт був призначений виконувачем обов'язків командира 4-ї ескадрильї JG 52, замістивши лейтенанта Вольфа-Дітера фон Коестера на цій посаді, який загинув у той день. 24 травня після смерті оберлейтенанта Карла Рітценбергера Ліпферт був переведений командиром 6-ї ескадрильї. На посаді командира 4-ї ескадрильї його змінив лейтенант Генріх Штурм.
8 жовтня він збив п'ять радянських літаків (від 30 до 34 перемогу у повітряних боях). 5 грудня він збив ще чотири, а його показник підвищився до 72. До кінця 1943 року на його рахунку було 80 радянських літаків. 5 квітня 1944 року за здобуття 90-ї повітряної перемоги офіцера відзначили Лицарським хрестом Залізного хреста. 15 квітня 1944 року перемога над Іл-2 поблизу Севастополя принесла йому 100-ту повітряну перемогу. Таким чином, лейтенант Гельмут Ліпферт став 69-м пілотом Люфтваффе, який досяг рубежу в 100 збитих літаків противника.
У травні 1944 року останні німецькі війська евакуювалися з Криму, німецька авіація, що забезпечувала їхнє прикриття, переправилася до Херсона.
11 червня 1944 року Гельмут Ліпферт знищив свій перший американський чотиримоторний бомбардувальник — В-17 «Летучу фортецю» в небі над Татерої (перемога № 127). Через два тижні, 24 червня, він збив B-24 «Ліберейтор» над Штефенешть в історичному румунському регіоні Молдові. 24 жовтня 1944 року німецький ас подолав рубіж у 150 перемог, збивши того дня над Фехерто в Угорщині радянський Як-7.
15 лютого 1945 року Ліпферт був призначений командиром I./JG 53 (базувалася в Угорщині).
8 квітня 1945 року обер-лейтенант Ліпферт заявив про свою 200-ту повітряну перемогу в околицях міста Гайнбург-ан-дер-Донау, на захід від Братислави. 16 квітня він вилетів у свій останній бойовий політ, 687-й за ліком, збивши винищувач Як-9 і досягши своєї останньої повітряної перемоги — 203-ї. Наступного дня він був нагороджений Лицарським хрестом Залізного хреста з дубовим листям за № 837.
Після розпуску І./JG 53 Ліпферт був переведений до 7./JG 52, де бився до кінця в останні дні війни в Європі. За твердженнями Гельмута Ліпферта він мав ще 27 непідтверджених перемог. Після закінчення війни, на відміну від Еріха Хартмана, його не передали радянським військам.
У післявоєнний час Ліпферт залишився в Західній Німеччині, став шкільним учителем, і його рідко бачили його військові товариші. 10 серпня 1990 року він помер в Айнбеку.

## Мемуари
- Гельмут Липферт. Дневник гауптмана люфтваффе. — М.: ЗАО Центрполиграф, 2006. — 238 с. — (За линией фронта. Мемуары). — ISBN 5-9524-2188-1.(рос.)